# Bulbophyllum capuronii
Bulbophyllum capuronii là một loài phong lan thuộc chi Bulbophyllum.